# Diomédé (fille de Lapithès)
Pour les articles homonymes, voir Diomède (homonymie).
Dans la mythologie grecque, Diomédé ou Diomède (en grec ancien Διομήδη / Diomếdê) est la fille du héros laconien Lapithès. Elle épouse Amyclas (roi de Sparte) et devient la mère de Cynortas et de Hyacinthe, et peut-être Polybée, présentée comme une sœur d’Hyacinthe.  
Amyclas est crédité de plusieurs autres enfants, sans que le nom de la mère soit précisé mais on ne lui connaît pas d'autre concubines : un fils aîné Argale qui hérita du trône ; Leucippe ; Laodamie/Léanire qui épousa Arcas l’éponyme de l’Arcadie ; Daphné/Pasiphaé[Quoi ?] aimée d’Apollon ; Hégésandra qui épousa Argée.